# Sandy Brown
Sandy Brown (Izatnagar (India), 25 februari 1929 - Edinburgh, 15 maart 1975) was een Britse jazzmuzikant (zang, klarinet), componist, orkestleider, schrijver, architect en geluidstechnicus.

## Biografie
Sandy Brown werd geboren in India als zoon van Schotse ouders en groeide op in Edinburgh. Zijn vader was spoorwegingenieur. Als klarinettist was Brown autodidact. Hij bezocht de Royal High School (Edinburgh). Na zijn militaire diensttijd bij de National Service studeerde hij architectuur aan het Edinburgh College of Art. Daar formeerde hij ook in 1949 zijn eerste band met zijn schoolvriend Al Fairweather, waartoe ook Stan Greig behoorde.
In 1953 verhuisden Brown en Fairweather met hun band naar het zuiden en traden uiteindelijk op in de nieuw gebouwde Royal Festival Hall in Londen. Brown keerde daarna terug naar Edinburgh om zijn studie te voltooien, maar Fairweather bleef in Londen. Na zijn studie kwam Brown weer naar Londen en werkte daar als geluidstechnicus bij de BBC. Hij hernieuwde zijn band. Bovendien werkte hij tijdens deze periode met muzikanten als de pianist Sammy Price. In 1954 ontstonden de Sandy Brown/Al Fairweather All Stars, die eind jaren 1950 en begin jaren 1960 een van de meest succesvolle bands werden van de mainstream jazz in het Britse circuit. Daarin speelden onder andere Dick Heckstall-Smith, John McLaughlin, Kenny Wheeler, Terry Cox en de trombonist Tony Milliner, de tenorzanger Tony Coe en de pianist Brian Lemon. De band bracht de albums McJazz, Dr McJazz en The Incredible McJazz uit.
Uiteindelijk besloot Brown om zich meer te concentreren op zijn tweede carrière als architect van geluidsstudio's, maar keerde steeds weer voor club- en festivaloptredens in het jazzcircuit terug. In 1971 nam hij met het Brian Lemon Trio een laatste album op. Een ziekte beëindigde zijn carrière tijdens de jaren 1970.
Brown speelde tijdens zijn muzikantenloopbaan bovendien met Henry Red Allen, Diz Disley, Humphrey Lyttelton, Earle Warren, Eddie Durham en Pee Wee Russell. Zijn geschriften verschenen onder de titel The McJazz Manuscripts bij Faber & Faber.

## Overlijden
Sandy Brown overleed in maart 1975 op 46-jarige leeftijd.

## Discografie
- 1957: McJazz (Dormouse)
- 1956-1958: McJazz and Friends (Lake Records) met Dick Heckstall-Smith
- 1957-1963: McJazz Lives On (EMI Records)
- 1961: Dr McJazz (Columbia Records)
- 1962-1968: Work Song (Lake Records) met Kenny Wheeler, George Chisholm, Tony Coe, Brian Lemon, John McLaughlin
- 1971: In the Evening (Hep Records)